# Baleja flavoguttata
Baleja flavoguttata är en insektsart som beskrevs av Pierre André Latreille 1811. Baleja flavoguttata ingår i släktet Baleja och familjen dvärgstritar. Inga underarter finns listade i Catalogue of Life.